# Stanisław Cichocki
Stanisław Antoni Cichocki, ps. „Szpicbródka” (ur. 21 kwietnia 1885, zm. 2 listopada 1940) – polski włamywacz-kasiarz, działający głównie na terenie Rosji i II Rzeczypospolitej. Pseudonim zawdzięczał starannie wypielęgnowanej blond bródce. Elegancki, wykwintny, znał kilka języków obcych: włoski, angielski, niemiecki, rosyjski.

## Życiorys
Karierę przestępczą rozpoczął jeszcze w carskiej Rosji, był wychowankiem odeskiej szkoły kasiarzy, ale jego bezpośrednim nauczycielem był Wincenty Brocki, który zasłynął włamaniem do skarbca klasztoru na Jasnej Górze w 1909 roku. W wieku 17 lat brał udział w napadzie na jeden z berlińskich banków, o którym pisały obszernie gazety całej Europy. Jedną z bardziej spektakularnych akcji Cichockiego w tamtym czasie był podkop pod skarbiec Banku Azjatyckiego w Rostowie. Został aresztowany w Petersburgu. Aby uniknąć zesłania na Syberię, zdecydował się na współpracę z policją, na której zlecenie włamywał się do wskazanych mu kas po dokumenty. W następnych latach prawdopodobnie organizował włamania do banków na terenie Czechosłowacji, Litwy i Niemiec. W 1920 roku przybył do Polski, a już rok później był sądzony za planowany napad na kasę Banku Przemysłowców w Warszawie. Wkrótce potem porzucił napady, zostając doradcą i konsultantem technicznym innych włamywaczy, a jednocześnie prowadził bogate życie towarzyskie, przebywał w warszawskich środowiskach artystycznych, głównie kabaretowych i teatralnych; był także właścicielem kabaretu „Czarny Kot”. W drugiej połowie lat 20. powrócił do napadów na banki. Był prawdopodobnie odpowiedzialny za napad na Bank Dyskontowy w Warszawie (1926), ale z braku dowodów nie został skazany, wzięto go jednak pod obserwację.
W 1927 roku Cichocki napadł na Państwowe Zakłady Graficzne w Warszawie, kopiąc kilkudziesięciometrowy tunel do skarbca. Został osadzony w więzieniu w Białymstoku. Organom ścigania nie udało się jednak zebrać przekonujących dowodów winy samego Cichockiego, a on sam twierdził, że znalazł się na miejscu napadu przypadkiem. We wrześniu 1929 roku sąd apelacyjny przychylił się do odwołania obrońców, a Cichocki został zwolniony. Niemal od razu zaczął przygotowywać napad na Bank Polski w Częstochowie.

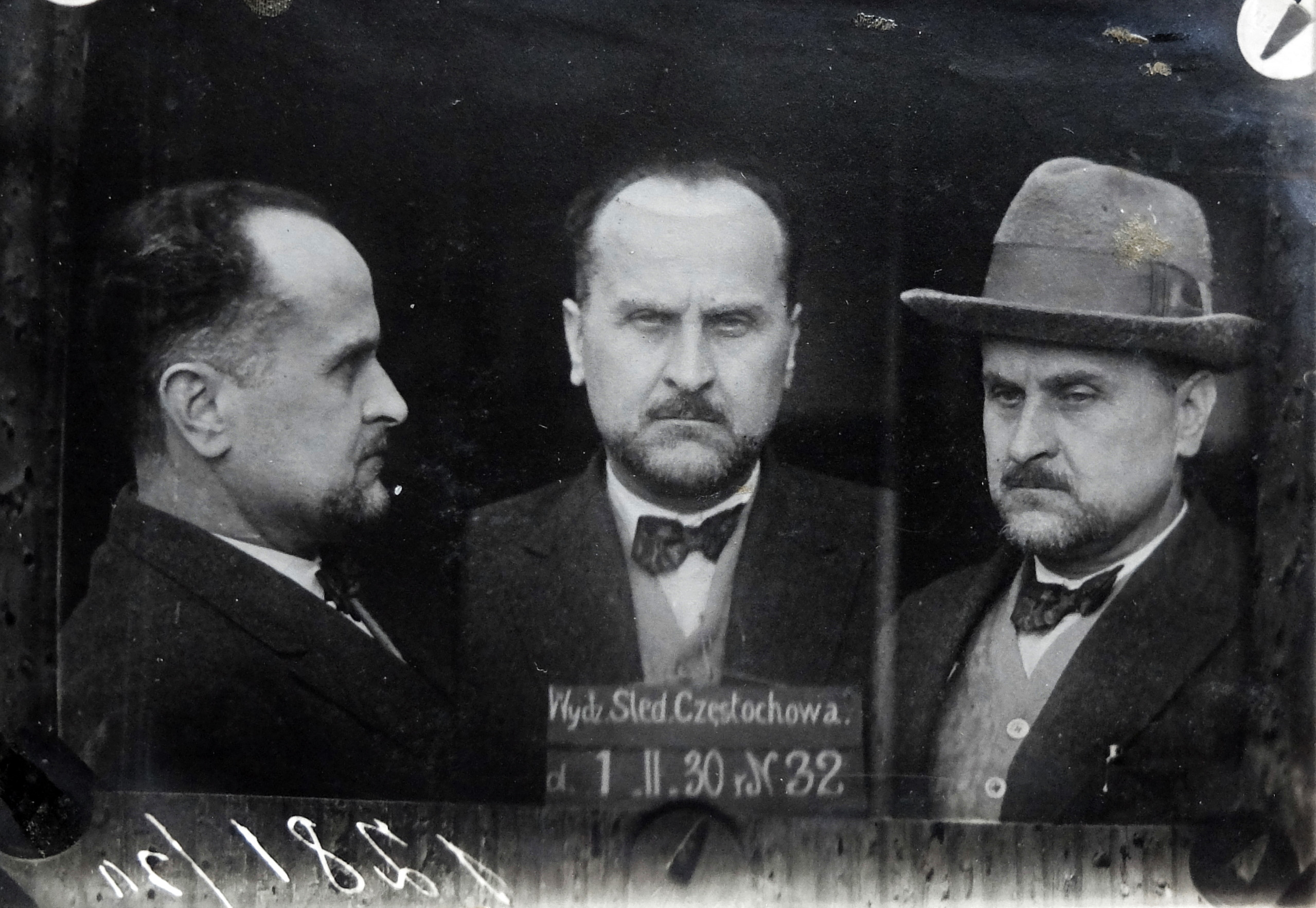
„Szpicbródka” po aresztowaniu przez Policję Państwową, 1930

W 1930 roku przygotowania do napadu na Bank Polski w Częstochowie były na ukończeniu, ale środki na ten cel skończyły się. Gang zdobył je, napadając na zakład jubilerski w Warszawie. W trakcie śledztwa w sprawie napadu na jubilera odkryto u jednego z jego wspólników plany nowoczesnego bankowego systemu alarmowego. Dzięki temu odkryciu skok na bank został udaremniony, a cała szajka aresztowana. Cichocki trafił do częstochowskiego aresztu, w którym pracował jako fryzjer. Dzięki przekupieniu niektórych strażników ubrany po cywilnemu Cichocki swobodnie opuścił areszt i wyszedł do miasta. Wkrótce po ucieczce napadł na Spółdzielczy Bank Kredytowy w Pabianicach, ale w 1932 roku został ponownie aresztowany. W trakcie procesu przyznał się do zamiaru napadu, ale dowodził, że piętrzące się trudności skłoniły go do rezygnacji z napadu. Ponadto istniały dowody, że nie brał udziału w napadzie na jubilera. Został jednak skazany na sześć lat więzienia, gdyż sąd nie przychylił się do jego tłumaczeń ws. rezygnacji z napadu, za to dołożono mu zarzut ucieczki z aresztu oraz napadu na pabianicki bank. Ostatecznie po odwołaniach i apelacji Cichocki wyszedł na wolność w kwietniu 1936 roku. 28 lutego 1937 został zatrzymany przez Policję Państwową, gdy wraz z pięcioma wspólnikami usiłował dokonać włamania do banku spółdzielczego w Zgierzu. W 1937 roku dokonał napadu na Bank Kredytowy w Warszawie. Ponownie został aresztowany i skazany na 4 lata więzienia.

## Śmierć

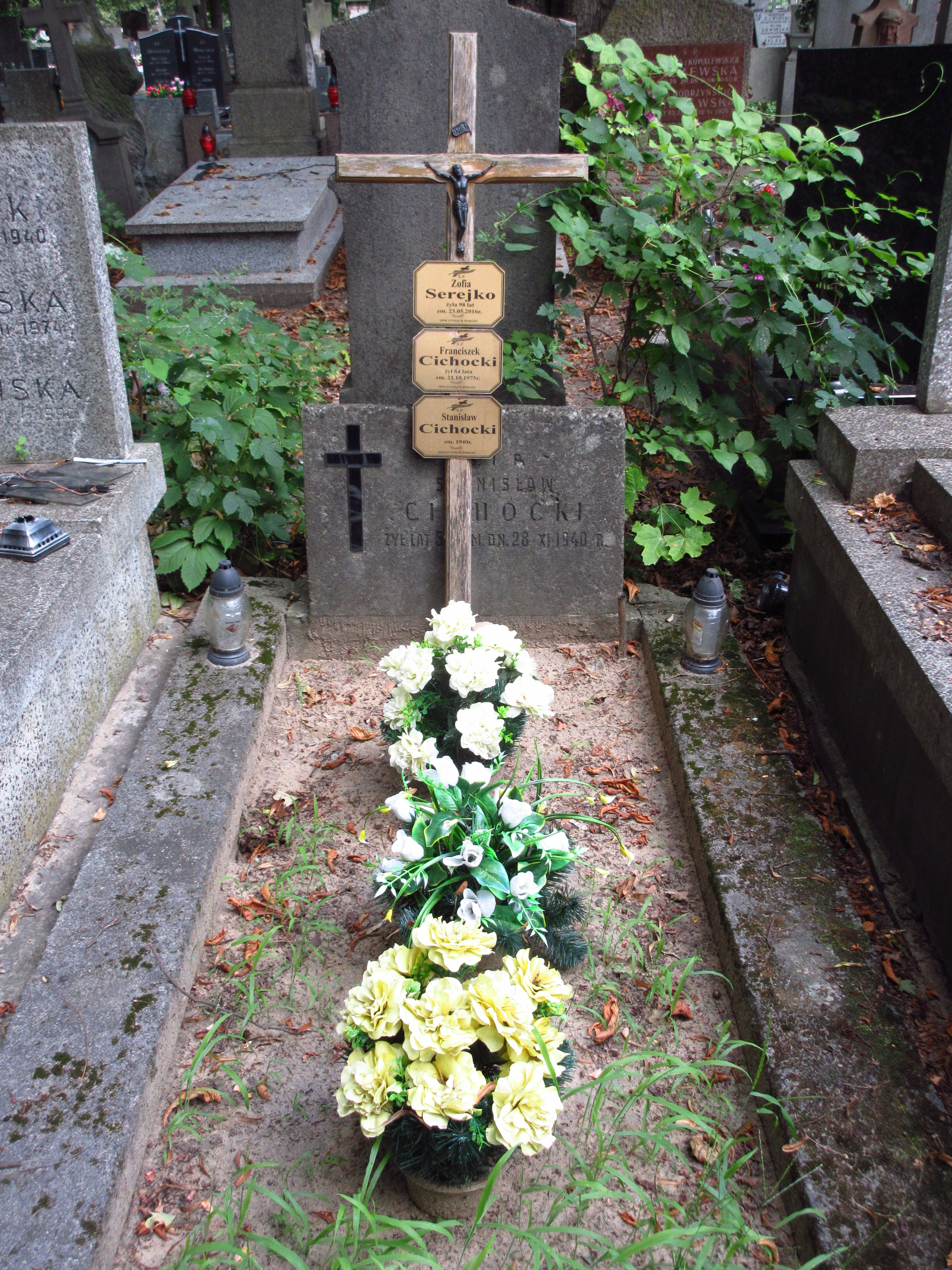
Grób Stanisława Cichockiego „Szpicbródki” na Cmentarzu Bródnowskim.

Według jednej z hipotez Cichocki został zwolniony z więzienia w Sieradzu w 1939 roku, gdy wybuchła II wojna światowa. Dalej, przez obszar ZSRR dotarł do miejsca koncentracji Armii Andersa i z nią przedostał się do Iranu, a potem Afryki. Z punktu rozdzielczego został wysłany na pobyt czasowy do obozu Koja w Ugandzie. Jego dalsze losy miały nie być znane.
W rzeczywistości, w chwili wybuchu wojny znajdował się w więzieniu we Wronkach. Po opuszczeniu aresztu znalazł się w Poznaniu, z którego tuż przed śmiercią przyjechał do Pruszkowa i tam umarł. 5 listopada 1940 roku został pochowany na Cmentarzu Bródnowskim.

## Szpicbródka w filmie
Na kanwie jego biografii powstał musical Hallo Szpicbródka, czyli ostatni występ króla kasiarzy (1978) w reżyserii Janusza Rzeszewskiego z Piotrem Fronczewskim w roli tytułowej, niektóre motywy z jego życia wykorzystano w filmie Vabank (1981) w reżyserii Juliusza Machulskiego, a w filmie Pismak w reżyserii Wojciecha Jerzego Hasa (1984) zagrał go w roli drugoplanowej Zdzisław Wardejn.